# Hệ thần kinh đối giao cảm
Hệ thần kinh đối giao cảm hay Hệ thần kinh phó giao cảm (viết tắt là PSNS - Parasympathetic Nervous System), là một trong hai bộ phận chính của hệ thần kinh tự chủ gọi tắt là ANS (Autonomic Nervous System), bộ phận còn lại là hệ thần kinh giao cảm. ANS có nhiệm vụ điều hòa các bộ phận và các tuyến bên trong cơ thể, Những hoạt động này diễn ra một cách vô thức. Hệ giao cảm riêng biệt có nhiệm vụ cho sự kích thích của các hoạt động xảy ra khi cơ thể nghỉ ngơi kể cả kích thích tình dục, tiết nước bọt, lệ, tiêu tiểu, tiêu hóa. Hành động của nó được miêu tả như sự bổ sung đến các chi nhánh chính khác của hệ ANS, hệ giao cảm nơi mà có nhiệm vụ kích thích các hoạt động kết hợp với phản ứng đánh-hay-tránh. Do mối quan hệ này, hành động của hệ PSNS thường được miêu tả là "nghỉ và tiêu hóa" (rest and digest).

## 
Bộ phận hệ thần kinh giao cảm và đối giao cảm hoạt động đối lập nhau một cách đặc trưng. Sự đối lập này được hiểu là sự bổ sung tự nhiên hơn là sự đối kháng. Theo một sự suy diễn triết học, người ta có thể nghỉ rằng bộ phận giao cảm là chân gas và bộ phận đối giao là một bàn phanh hãm. Bộ phận giao cảm làm chức năng tiêu biểu trong các hoạt động yêu cầu phản ứng nhanh. Bộ phận đối giao cảm làm chức năng với các hoạt động không yêu cầu phản ứng lập tức. Từ viết dùng các chữ đầu hữu dụng để tóm lược các chức năng của hệ thần kinh đối giao là SLUDD (salivation, lacrimation, urination, digestion and defecation) nghĩa là sự tăng tiết nước bọt, lệ, tiết nước tiểu, tiêu hóa thức ăn và đại tiện.

## Định vị khoa học
Dây thần kinh đối giao cảm (PSNS) là các nhánh thần kinh tự chủ của hệ thần kinh ngoại vi (PNS). Các sợi thần kinh đối giao cảm phát sinh từ hệ thần kinh trung ương bao gồm hệ thần kinh đốt sống cùng thứ 2, 3, 4 (S2, S3, S4) và hệ thần kinh sọ thứ III, VII, IX và X (hay còn được gọi lần lượt là thần kinh vận nhãn, mặt, thiệt hầu và lang thang). Vì sự định vị đó hệ đối giao cảm thông thường được quy vào rằng có dòng năng lượng xương sọ cùng đứng đối lập với hệ thần kinh giao cảm.